# Sindingvej
Sindingvej er en 2 sporet motortrafikvej der går nord om Herning. Vejen er en del af primærrute 18, og går fra Midtjyske Motorvej,s afslutning ved frakørsel 15 Herning N til Messemotorvejen sekundærrute 502 ved frakørsel 17 Tjørring. Fra den 7. oktober 2006 - 27. november 2017 gik Sindingvej helt til Aulum, men efter Holstebromotorvejen mellem Sinding og Aulum blev åbnet den 27. november 2017, blev den nordlige del af Sindingvej opgraderet til motorvej mellem Aulum og frakørsel (17) Tjørring.  
Motortrafikvejen mellem Midtjyske Motorvej afslutning og Sinding blev sammen med motorvejene nord og syd om Herning åbnede for trafik den 7. oktober 2006. 
Vejen starter i Midtjyske Motorvejs afslutning, og føres mod nord. Den føres i udkanten af Løvbakke Skoven, og passere derefter Trehøjevej i et tilslutningsanlæg med frakørsel til Vildbjerg, motortrafikvejen sammenflettes herefter med Messemotorvejen som kommer syd fra Herning, og forsætter som Holstebromotorvejen mod Holstebro. 